# منطقه حفاظت‌شده خامین
منطقهٔ حفاظت‌شدهٔ خامین یک منطقهٔ حفاظت‌شده با مساحت ۲۵۵۸۵ هکتار است که در استان کهگیلویه و بویراحمد در ایران قرار دارد. این منطقهٔ حفاظت‌شده طبق مصوبهٔ شمارهٔ ۶۷۵ در تاریخ ۱۳۷۸/۷/۲۵ در فهرست مناطق تحت حفاظت سازمان محیط زیست ایران قرار گرفت.